# تنوفا
تنوفا (بالإنجليزية: Tnuva Food Industries Agricultural Co-Op In Israel Ltd.)‏ وتختصر (بالإنجليزية: Tnuva)‏ (بالعبرية: תנובה) هي شركة إسرائيلية. تأسست في 1926. تعتبر من اضخم الشركات الإسرائيلية لمنتوجات الألبان والحليب.